# 真下玲奈
真下 玲奈（ました れな、1989年2月21日 - ）は、日本の俳優・モデル。以前はスターダストプロモーション（芸能3部）に所属していた。
フリーランスを経て2018年よりクリオネに所属2025年3月末でクリオネを退社
現在はフリーランスで活動している。

## 人物
- 7歳下の弟がいる[1]。
- 趣味は笑顔を絶やさないこと。
- 特技は寝ること、バトン、バレエ。
- Girl〈s〉ACTRYの山田美緒はバレエ教室に通っていた頃からの親友である[2]。
- 下宮里穂子とはドラマ「サムライ・ハイスクール」で共演した以来、よくご飯を食べに行っている。
- 2015年4月よりフリーとなり、ツイッターを開設[3][4]。
- 同月、ABC連続ドラマ『チア☆ドル』のオーディションを受けて合格し、10月より同ドラマ出演となる[3][5][6][7]。

## 出演作品

### 映画
- ちーちゃんは悠久の向こう（2008年）
- 神様のパズル（2008年6月7日公開）
- 花のあすか組 NEO!（2009年4月25日） - マキ玲子 役
- 会津侍 若松っつん 会津若松PRショートムービー/イオンシネマ（2013年7月1日 - ） - 咲子さん
- キセキ -あの日のソビト-（2017年1月28日公開）
- 22年目の告白 -私が殺人犯です-（2017年6月10日公開）
- リベンジgirl（2017年12月23日公開）
- 魔法少年☆ワイルドバージン（2019年12月6日公開）

### テレビドラマ
- 恋する日曜日 〜近くて遠い恋〜（2007年5月26日、BS-i）
- 東京少女「幸福荘ものがたり」（2008年7月5日、BS-i）
- 東京少女「サンタの贈り物」（2008年12月13日、BS-i）
- リセット 最終回（2009年4月16日、読売テレビ） - ヒロイン 柴川あやめ 役
- 怪談新耳袋スペシャル　まえ「すごい顔」（2009年7月2日、BS-TBS）
- コールセンターの恋人（2009年7月 - 9月、ABC・テレビ朝日）
- サムライ・ハイスクール（2009年10月 - 12月、日本テレビ） - 三方希唯 役
- 誰かが嘘をついている（2009年10月6日、フジテレビ）
- ホタルノヒカリ2（2010年7月 - 9月、日本テレビ） - 椎名あゆみ 役
- 農ドル!（2010年9月23日、NHK） - 近藤聡子 役
- 土曜ワイド劇場「殺人予告」（2011年1月29日、テレビ朝日） - 若菜 役
- 終戦記念ドラマスペシャル・この世界の片隅に（2011年8月5日、日本テレビ） - 浦野すみ 役
- カレ、夫、男友達（2011年11月 - 12月、NHK） - 美佐江 役
- ストロベリーナイト 5話「過ぎた正義」（2012年2月7日、フジテレビ） - 湯川智美 役
- 結婚同窓会 〜SEASIDE LOVE〜（2012年7月-8月、フジテレビTWO） - 亜湖 役
- 大人番組リーグ 「お先にどうぞ ナポリタン篇」（2012年11月25日、同28日、WOWOWプライム）
- D-NEXT 「流れ星」（2013年11月20日、日本テレビ） - 藤崎香奈 役
- チア☆ドル（2015年10月 - 12月 、ABCテレビ） - 乾樹里亜 役[8]
- タチアオイの咲く頃に〜会津の結婚〜 （2016年6月24日、福島中央テレビ）
- 東京ヴァンパイアホテル 第4・5・6話（2017年6月16日、Amazonプライム・ビデオ）
- 伊藤くん A to E 第5・6話（2017年9月11日・18日、MBS・TBS） - 河野 役
- GIVER 復讐の贈与者 第1話（2018年7月14日、テレビ東京）
- 特捜9 season2　第9話「浅草大捜査線」（2019年6月12日、テレビ朝日系） - 杉田咲子 役
- 相棒（テレビ朝日）
  - season18 第19話（2020年） - 岡野絵美 役
  - season22 第15話（2024年） - 垣原七恵 役

### バラエティ
- 日本の、これから（2007年、NHK総合テレビ）
- 写真甲子園2008（2008年10月4日、北海道文化放送）
- 写真甲子園2008（2008年10月19日、BSフジ）
- BS20才、ドきドき!!ななみからのありがとう（2009年8月7日、NHKハイビジョン / 16日、NHK BS2）

### 舞台
- 『座頭市』（2007年、演出：三池崇史、東京 / 大阪 / 愛知）
- 少女劇団いとをかし 第1回公演「その日の教室では」（2014年） - 一色由加里  役

### Vシネマ
- Departed to the future（2009年3月25日発売） - KAORI 役

### WEBドラマ
- LISMO Channel 「Hello Goodbye」（2010年3月8日から配信）
- NHKワンセグ2「こいわらい」（2010年11月22日 - 26日）
- フレッシュネスバーガー Webドラマ 「BE NATURE! 欲望に素直な女たち」（2012年11月10日から配信） - 美雪 役

### 広告
- 丸昌カタログ（2009年1月 - ）
- NHK BS放送開始20周年キャンペーン『BS20才、ドき・ドき!!』（2009年）
- スターバックスコーヒージャパン カンタロープメロン&クリームフラペチーノ（2016年4月）

### CM
- 霧島酒造 「デリシャスだれやめEXキャンペーン」インストラクターれな役（2018年10月-）
- アサヒ飲料 WONDAモーニングショット「部長ハイテンション篇」（2017年4月 - ）
- プリンスホテル プリンススノーリゾート （2015年12月-2016年2月）
- みずほ銀行/ Pepper the Movie「404」（2016年）[注 1]
- ケイ・ウノ 「ふたりで、ひとつの人生を。」（2015年11月 - ）
- プリンスホテル プリンススノーリゾート「若者編」（2014年12月 - 2015年2月）
- プリンスホテル プリンススノーリゾート（2013年12月 - 2014年2月）
- 花王 ビオレ さらさらパウダーシート「ボクササイズ 篇」（2009年4月 - ）
- パナソニックモバイルコミュニケーションズ docomo with series LUMIX Phone P-02D（2011年12月）
- NTT東日本 電報「思いがけない祝福が、歓びを特別に」篇（2012年）

### プロモーションビデオ
- 柴咲コウ『ひと恋めぐり』（2007年3月28日発売）
- バンダイ 就活応援ソング 「FINDER」（2011年）